# Badaguás
Badaguás es una localidad española perteneciente al municipio de Jaca, en la Jacetania, provincia de Huesca, Aragón. Tiene 4 718 125 metros cuadrados de superficie. El primitivo pueblo de Badaguás quedó despoblado en los años 60 del siglo XX y, a partir de 2005, mediante una promoción inmobiliaria, se transformó en una zona residencial denominada "Lomas de Badaguás". 

## Situación
El primitivo pueblo de Badaguás estaba orientado hacia el sur, emplazado en un collado, en una posición estratégica habitual en las localidades del entorno. A su espalda, al norte, se levanta la sierra Baraguás o de la Contienda, perteneciente al Prepirineo, que tiene su punto más alto en el monte Albarún (1.551 m). De esta manera, la sierra protege a la localidad de los vientos y borrascas del norte. En este sistema montañoso nace el río Guas que desemboca en el Aragón. 

### La Val Ancha
El pueblo, situado a 1.041 metros de altitud, mira al sur, a la comarca llamada la Val Ancha, que al mismo tiempo es una de las seis unidades administrativas que conforman el municipio de Jaca. A ella pertenecen, además de Badaguás, Baraguás, Barós, Ulle, Navasa, Navasilla, Orante, Martillué, Jarlata, Guasa,  Ipas, Lerés, Gracionépel y Espuéndolas.
La Val Ancha es la primera zona abierta después de los Pirineos adecuada para la agricultura y ganadería. Constituye una depresión que va desde Jaca hasta Sabiñánigo, cuyo límite septentrional está definido por la sierra de Baraguás mientras que la Peña Oroel marca el meridional. Aquí, en  un territorio relativamente pequeño, se encuentra un elevado número de pueblos dispersos, de reducida población, dedicados tradicionalmente a la agricultura de secano y a la ganadería lanar.

### Cárcavas
Se puede contemplar el fenómeno de cárcavas, frecuente en La Val Ancha. Se define por la erosión que el agua produce en las laderas de suelos solubles como son las margas y calcitas. Forma profundas estrías, paralelas entre sí, que descienden de los collados y dejan el suelo sin vegetación. Es característico el color gris azulado de los suelos.

## Población
Como el resto de las poblaciones de la Val Ancha, Badaguás tuvo siempre un reducido número de habitantes, acorde con las posibilidades de sus recursos agrícolas y ganaderos. A lo largo de los siglos el número de viviendas ha oscilado entre seis, como sucedió en 1495 y se comprueba también en el siglo XVIII, y 14 a mediados del siglo XIX. Por aquellos años tenía 80 vecinos, en 1900 descendieron a 62 y en 1960 a solo 34, en los años posteriores quedó deshabitado. En la actualidad ha pasado, según los datos del INE, de los 48 habitantes en 2011 a los 105 habitantes en 2021.

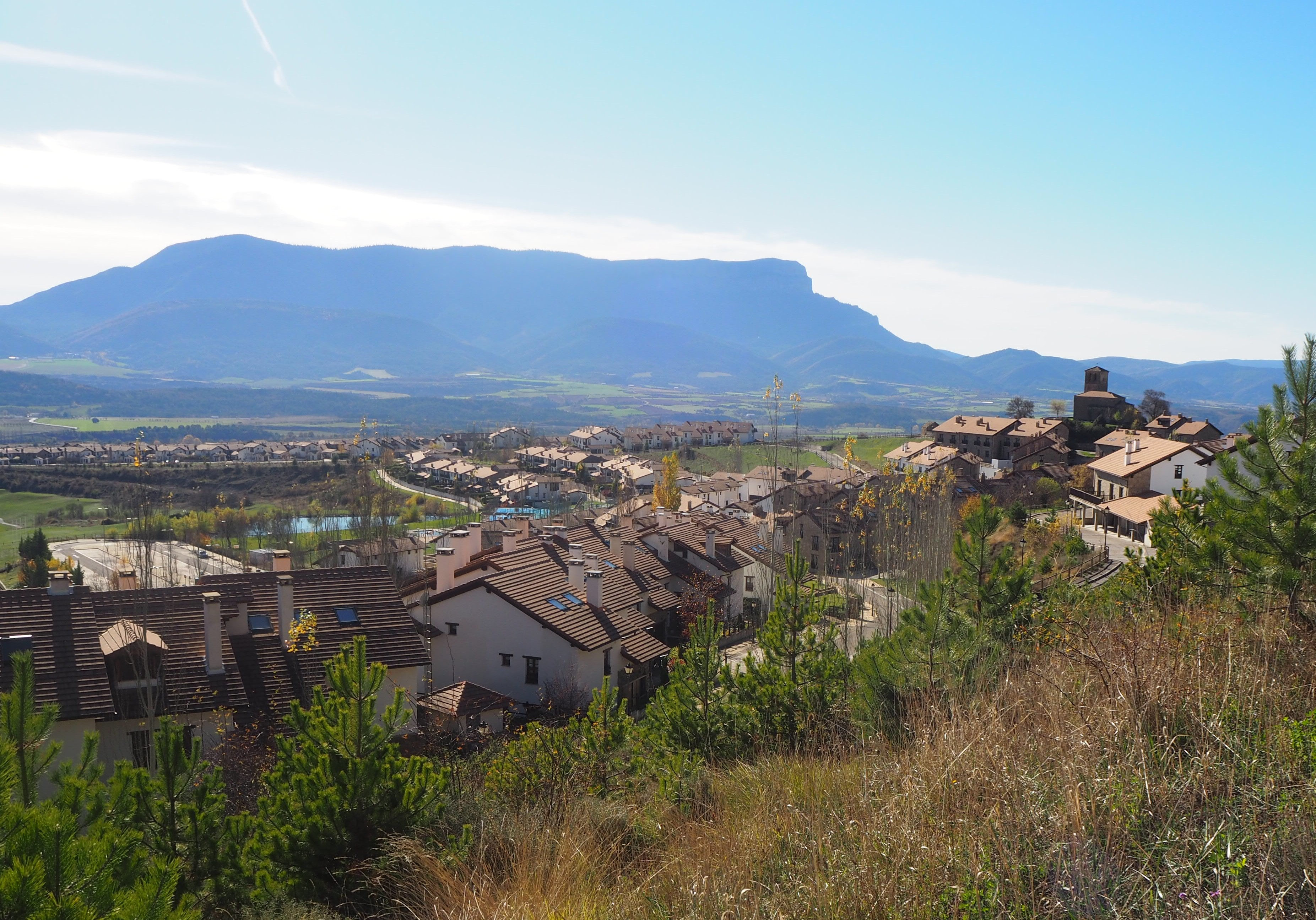
Las Lomas de Badaguás y, al fondo, la Peña Oroel

## Demografía
| 105        | 62 | 34 | - | - | 48 | 105 |
| (Fuente: ) |    |    |   |   |    |     |

## Administración municipal
Badaguás fue uno de los muchos feudos que desde el siglo XI hasta comienzos del XIX fue propiedad del cercano monasterio de San Juan de la Peña. En 1836, con motivo de la desamortización de Mendizábal pasó a ser un municipio independiente para al poco tiempo, en 1850, integrarse en el municipio de Baraguás, situado a poca distancia; casi un siglo más tarde, en 1945, se integró en el de Guasa, para finalmente formar parte del de Jaca. Todos estos cambios se explicarían por la constante pérdida de población.

## Toponimia
Badaguás aparece citado en la documentación histórica a partir de 981 como Badaguasse, Badaguassi, Badahues y Badahos.

## Historia y Economía
El topónimo Badaguás debe de ser prerromano.
Desde su fundación en el siglo XI, el Monasterio de San Juan de la Peña, entre otras muchas poblaciones, obtuvo la posesión de Badaguás, y ejerció su jurisdicción feudal sobre la localidad durante ocho siglos, hasta la Desamortización de 1836. 
El Diccionario de Pascual Madoz, a mediados del siglo XIX, señala que el término es "áspero y muy estéril" y que estaba mal comunicado, con "caminos locales, de herradura y se hallan en mal estado". Sus habitantes cultivaban "trigo, cebada, avena, patatas y legumbres", criaban "ganado lanar y algún vacuno" y cazaban "perdices, liebres y conejos". A pesar de la dureza del terreno y del aislamiento, en estos años la población aumentó, como se comprueba en la "escuela de primeras letras" a la que asisten doce "discípulos"; el aumento del vecindario permitió nuevas roturaciones lo que se tradujo en la deforestación de la sierra.
El siglo XX fue testigo del derrumbe de la economía tradicional. A mediados de ese siglo el Patrimonio Forestal del Estado acometió la repoblación de la sierra, fundamentalmente con pinos; por este motivo, Badaguás perdió sus mejores pastos, lo que aceleró el éxodo de sus habitantes.

## Patrimonio arquitectónico

### Arquitectura popular
En el pueblo de Badaguás las casas eran de mampostería, con fachadas enfoscadas, las más antiguas tenían puertas con arco de arco de medio punto definido por dovelas bien labradas. Las cubiertas eran de losa y mostraban grandes chimeneas de toba que denotaban la presencia en el interior de un hogar de grandes dimensiones, adecuado para calentar la vivienda durante los inviernos. Todos estos rasgos son habituales en la arquitectura popular de la Jacetania. En las afueras de la población, las bordas servían para guardar la paja y el cereal que procedían de la era adjunta y, en ocasiones, para albergar el ganado. Delante de la iglesia se han conservado dos de estas bordas y se advierte el espacio antiguamente dedicado a la era.
La construcción, a comienzos del siglo XXI, de la zona residencial "Las Lomas de Badaguás" trajo consigo la destrucción de buena parte de las viviendas, que estaban abandonadas y en ruina; aunque algunas se rehabilitaron como residencias turísticas, con lo que su imagen y función inicial quedaron desfiguradas.

### Iglesia desan Bartolomé

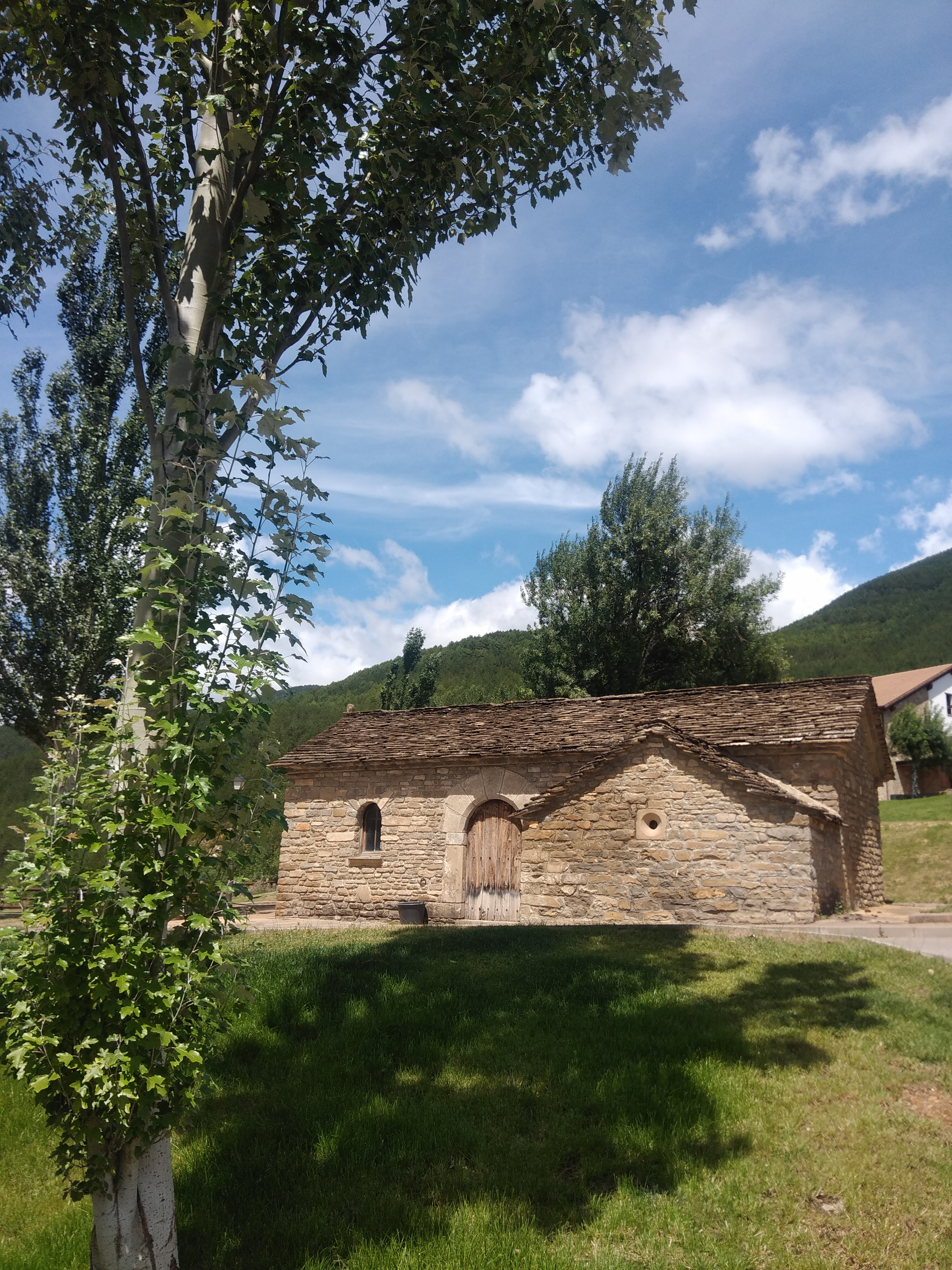
Ermita de la Purísima Concepción

Fue construida entre los siglos XVII y XVIII, es de estilo barroco aunque sin ornamentación excesiva. Construida con mampostería y sillería, es de planta rectangular, con nave de tres tramos, a la que se suma el presbiterio acabado en testero recto. A mediados del siglo XX la bóveda de lunetos fue sustituida por un cielo raso que alteró su aspecto barroco. La torre campanario es de planta cuadrada, sólida, con dos vanos para las campanas en el lado este.
Como testimonio de la pertenencia de la parroquia de Badaguás al monasterio de San Juan de la Peña, en la fachada del templo se colocó el escudo de ese cenobio, al parecer reutilizado de una construcción precedente. Muestra el Agnus Dei, con la cruz y la bandera de san Juan, bajo una corona real, ya que el monasterio tenía este rango; y al pie figura, de forma abreviada, la leyenda "De San Juan de la Peña". Emblemas con inscripciones semejantes se encuentran en iglesias pertenecientes al monasterio citado, como es el caso de Banaguás y Santa Cilia.

### Ermita de laPurísima Concepción
Está situada dentro del primitivo Badaguás, es gótica, del siglo XV y debió de ser la primitiva parroquia. Es de proporciones pequeñas y tiene una nave rectangular y cabecera recta. Ha sido restaurada de manera inapropiada y, en consecuencia, ha perdido sus rasgos primitivos.

## Lomas de Badaguás
A comienzos del siglo XXI la inmobiliaria Fadesa promovió una urbanización de recreo al pie del primitivo Badaguás, también orientada al sur, mirando a la Peña Oroel. 
La urbanización se articuló en cuatro núcleos de viviendas unifamiliares, adosados y dúplex (557 en total), con aparcamientos exteriores y zonas ajardinadas. Al mismo tiempo el pueblo antiguo se transformó, en principio siguiendo el primitivo plano urbano, en viviendas inicialmente concebidas para uso como apartotel (182). En el centro de la urbanización se ubicó la zona deportiva, un hotel, y, en la parte inferior de la ladera, un campo de golf de 18 hoyos. 
La urbanización comenzó a ocuparse en 2005, en tanto que las viviendas construidas en el pueblo antiguo en 2020. 
Badaguás Este. Algo apartado de las Lomas de Badaguás, sobre el altozano llamado "La Corona, se proyectó una segunda urbanización, en este caso, constituida únicamente por viviendas unifamiliares. El terreno está urbanizado, aunque las construcciones llevadas a cabo son una minoría frente a las inicialmente previstas.

## Fiestas
Se celebran el 24 de agosto, san Bartolomé, patrón de Badaguás.

## Galería de imágenes

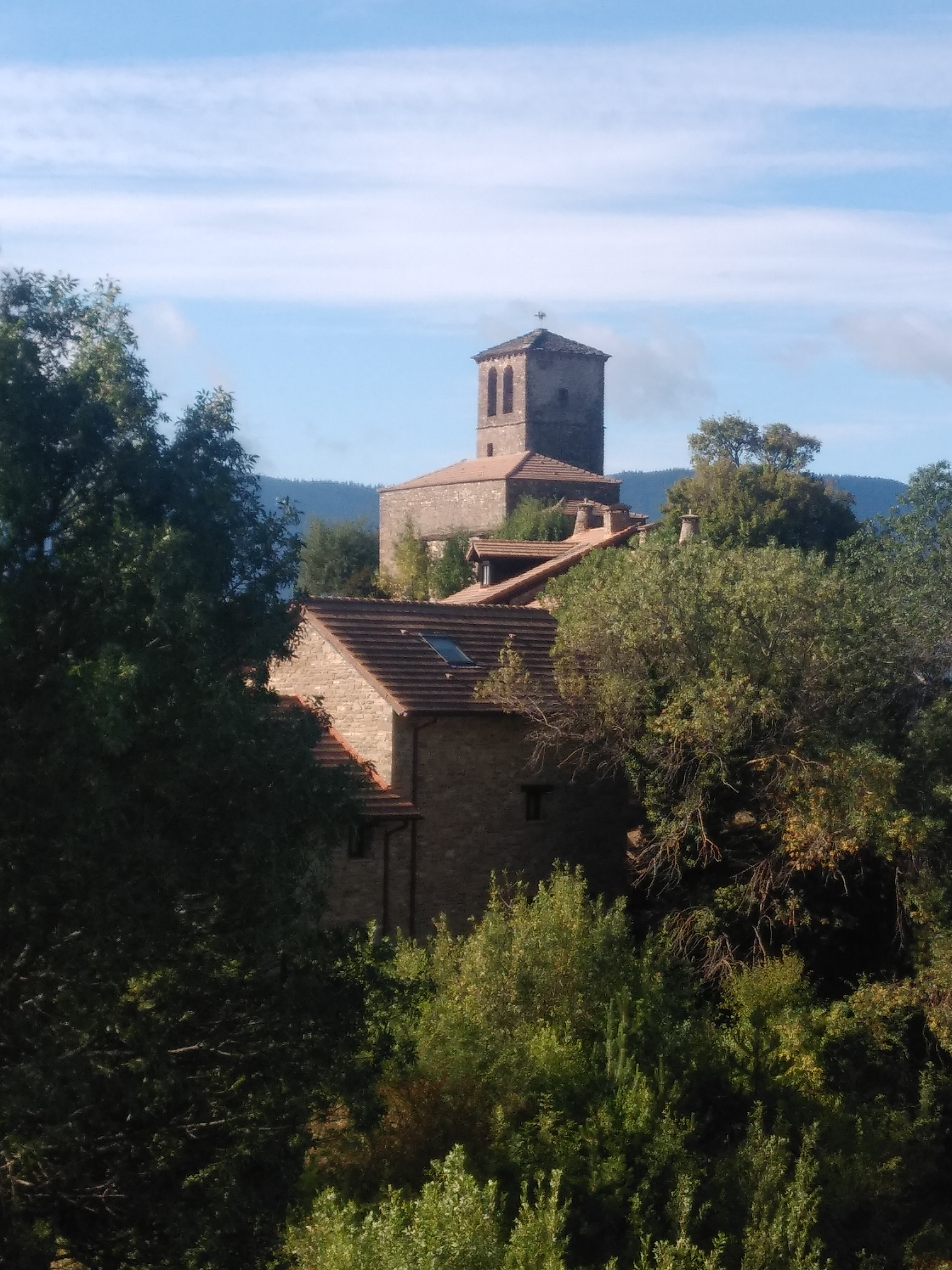
Antigua parroquia de san Bartolomé
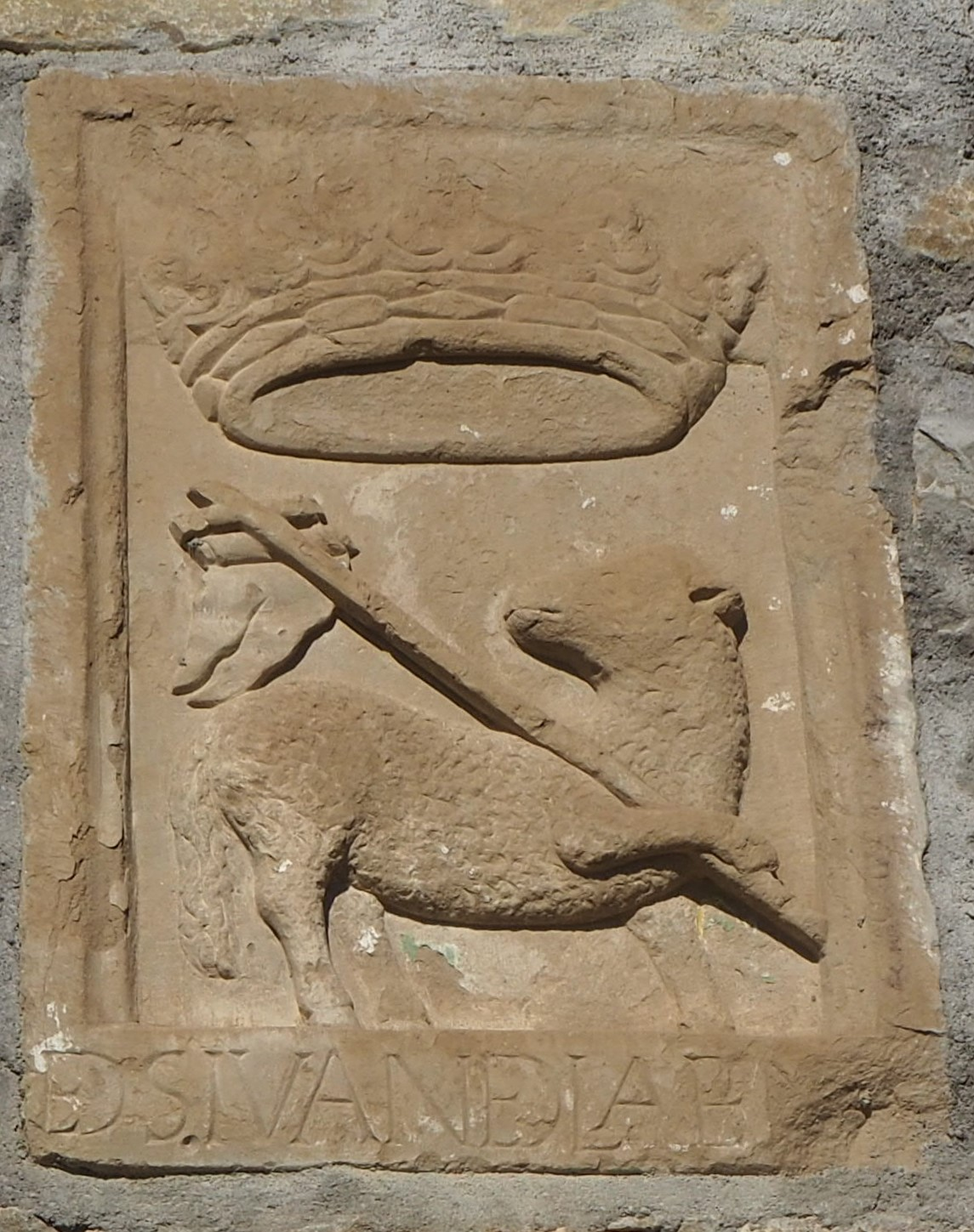
Escudo del monasterio de San Juan de la Peña en la iglesia de san Bartolomé
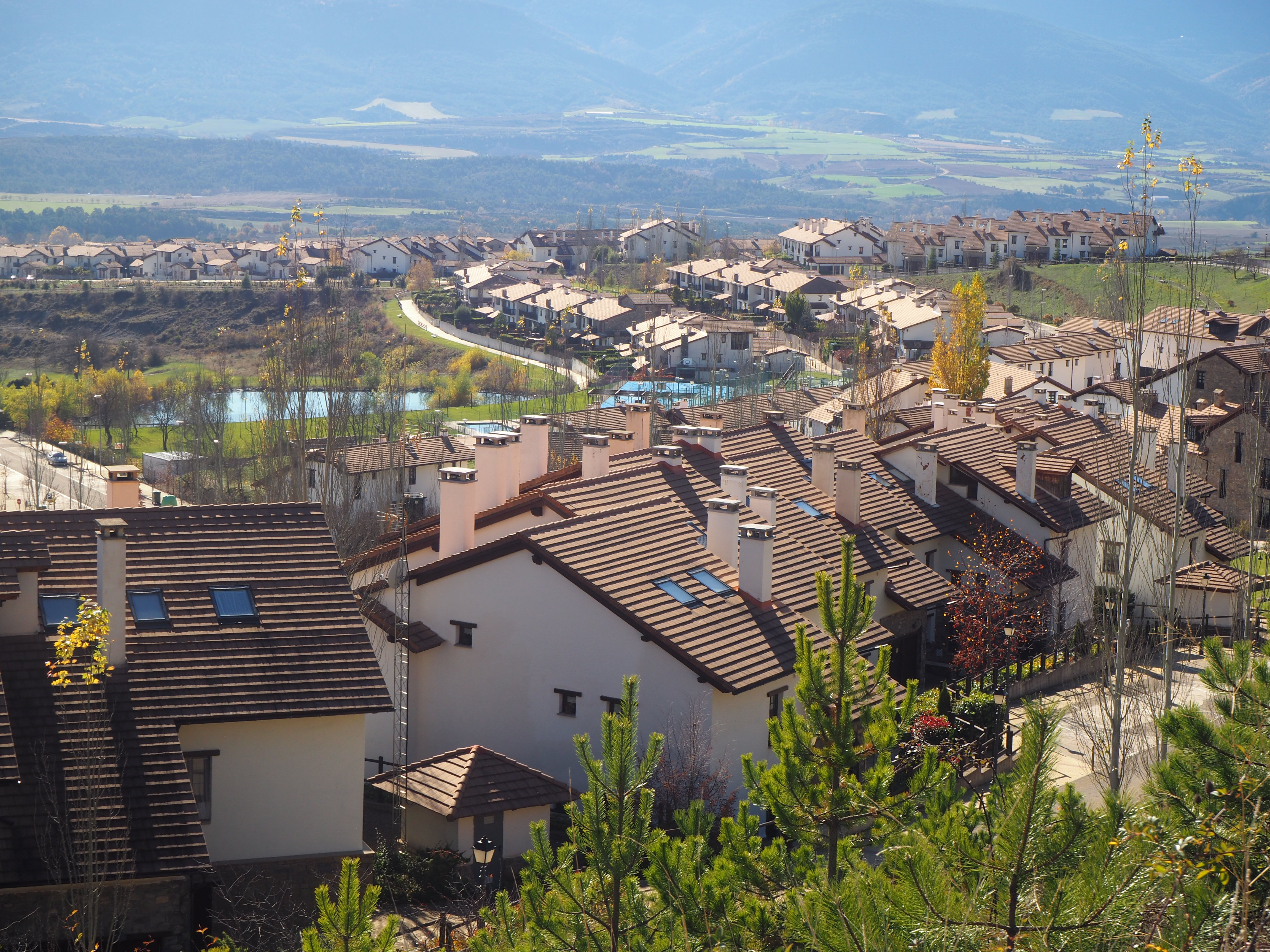
Vista de las Lomas de Badaguás y, al fondo, la Val Ancha
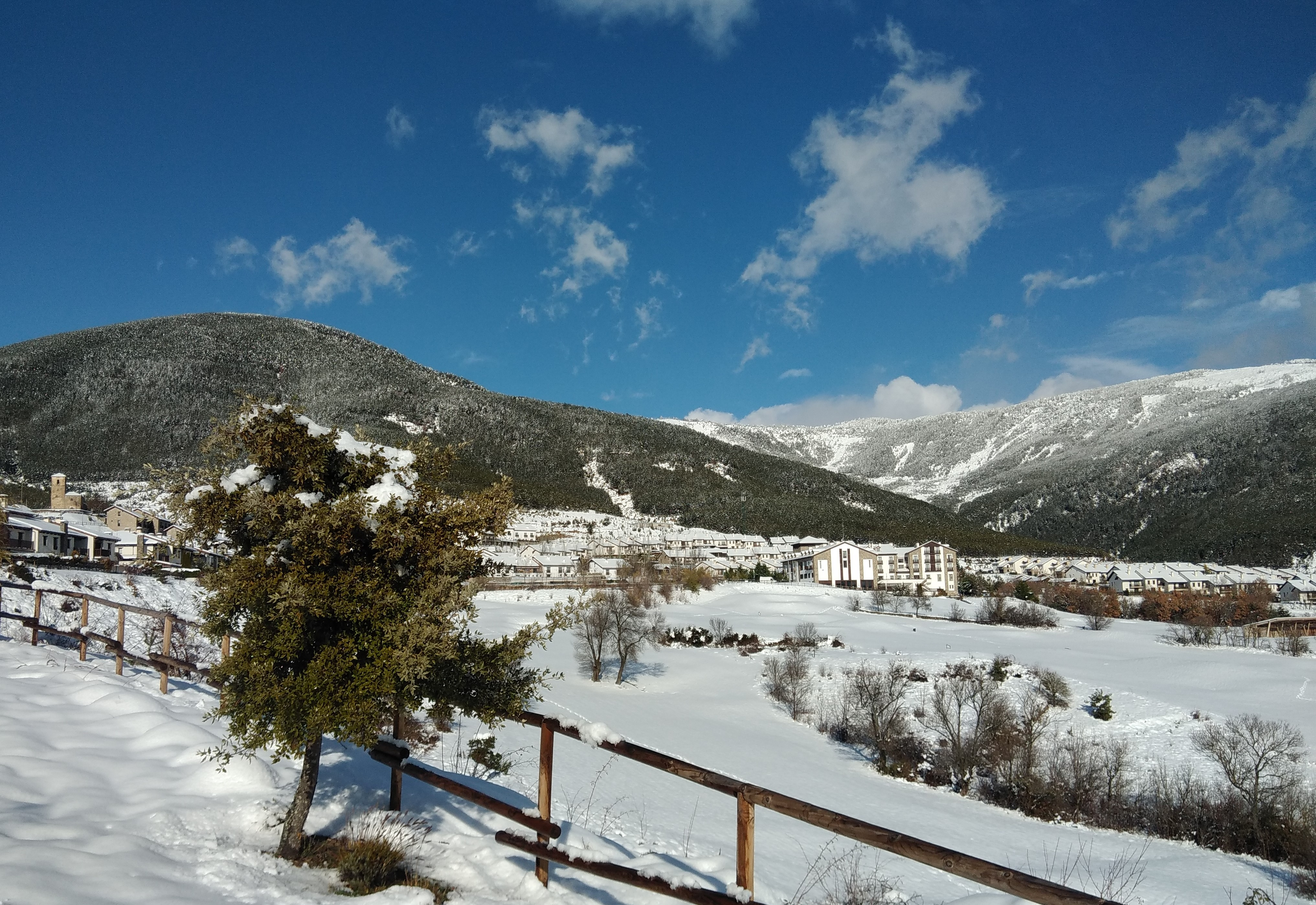
Vista de las Lomas de Badaguás y, detrás, la Sierra de Badaguás o de la Contienda
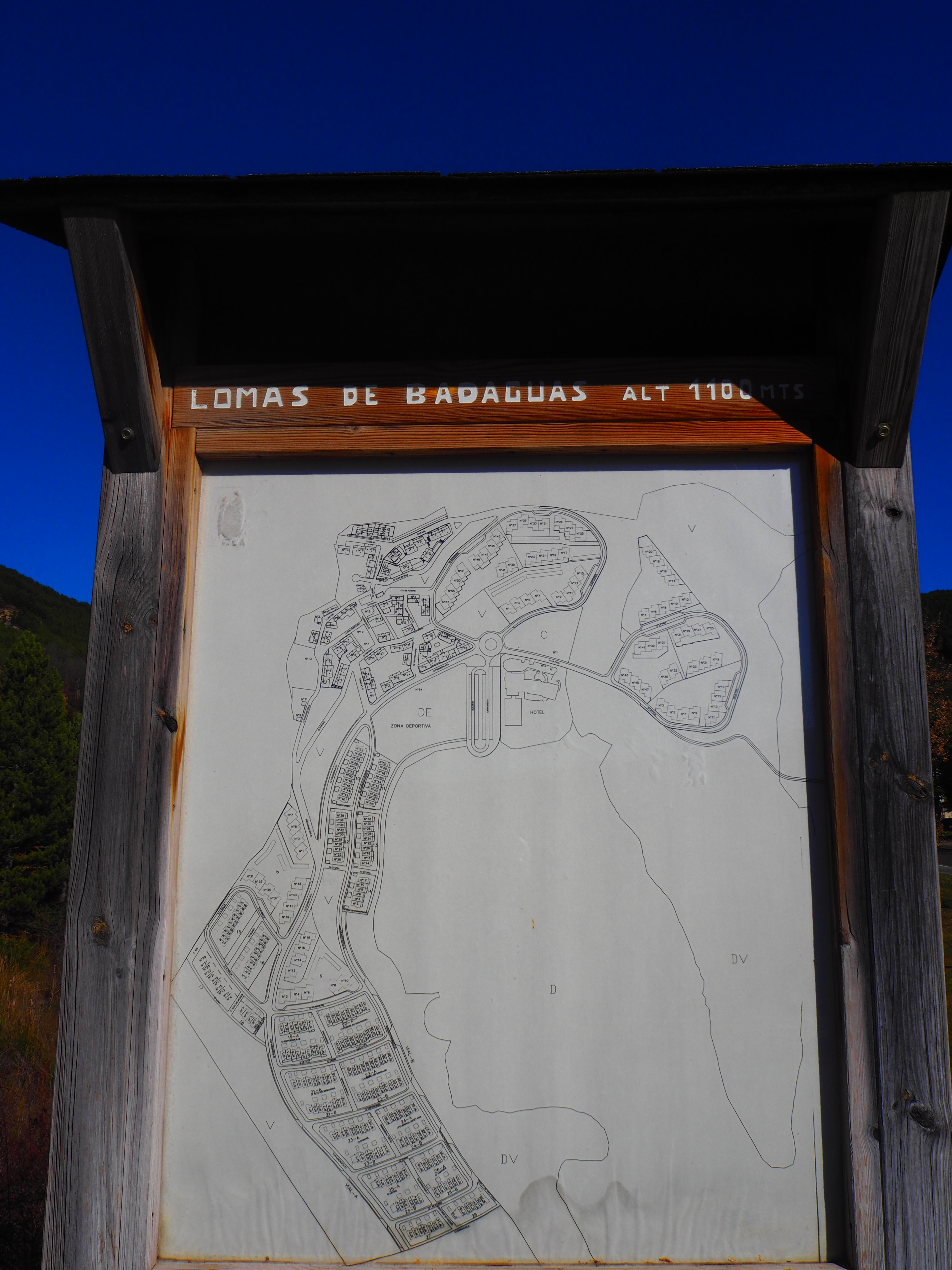
Plano de las Lomas de Badaguás
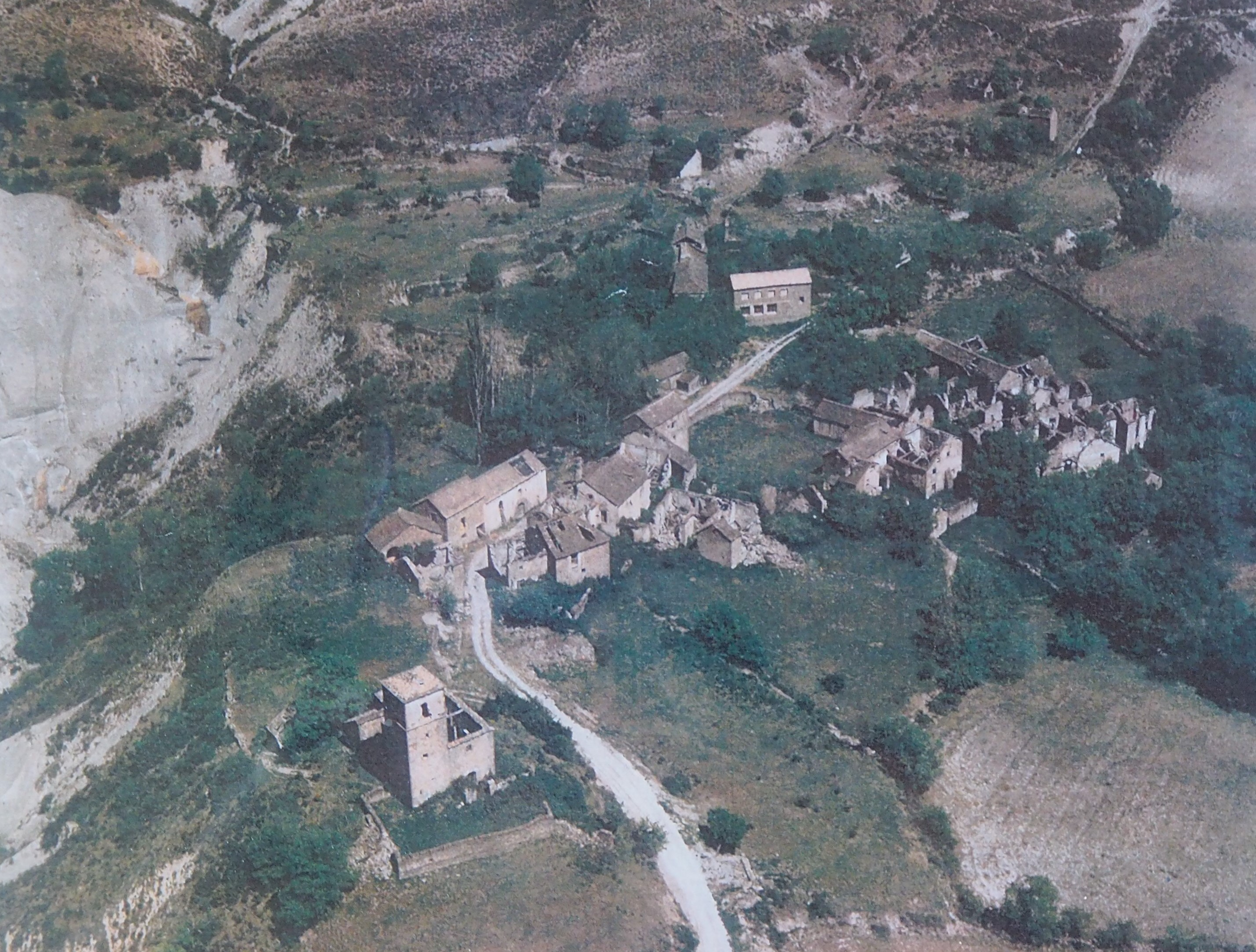
El pueblo de Badaguás abandonado (Foto aérea de 1999)